# Kinas herrlandslag i landhockey
Kinas herrlandslag i landhockey representerar Kina i landhockey på herrsidan. Laget slutade på elfte plats vid 2008 års olympiska turnering i Peking.

### Fotnoter
1. ↑  Todor Krastev (18 mars 2008). ”Men Field Hockey Olympic Games 2008 Beijing (CHN) - 11-23.08 + 8 GMT Winner Germany” (på engelska). Sport Statistics. Arkiverad från originalet den 6 april 2015. https://web.archive.org/web/20150406030840/http://todor66.com/hockey/field/Olympic/Men_2008.html. Läst 27 juli 2015.